# Ringo Miyajima
Ringo Miyajima, född 31 oktober 2003 i Otari i Nagano prefektur är en japansk backhoppare.
Miyajima ingick i det japanska lag som tog silver vid Juniorvärldsmästerskapen i nordisk skidsport 2022 i polska Zakopane. I samma mästerskap kom hon på sextonde plats i den individuella tävlingen. Året dess förr innan i Lahtis blev hon nummer fjorton. Miyajima har även poäng från FIS-cupen säsongen 2021/2022 vilket berättigar henne till internationellt tävlande i kontinentalcupen i backhoppning.
Miyajima har ännu inte deltagit i världscupen i backhoppning men väl i sommarsäsongens motsvarighet Grand Prix i backhoppning 2021 i ryska Tjajkovskij i Perm kraj där hon deltog i den mixade lagtävlingen och gjorde bra ifrån sig vilket gav Japan en fjärde plats.